# Pewou Bestman
Pewou Bestman (Monrovia, 7 de julho de 1975) é um ex-futebolista profissional liberiana que atuava como goleiro.

## Carreira
Pewou Bestman representou o elenco da Seleção Liberiana de Futebol no Campeonato Africano das Nações de 2002.